# 777-й окремий автомобільний батальйон
777-й окремий автомобільний батальйон — підрозділ матеріального забезпечення Збройних сил СРСР.

## Історія
777 окремий автомобільний батальйон було сформовано у Воронежі, а 1 листопада 1941 року батальйон зарахований до складу 52-ї Армії РСЧА.
За забезпечення військ під час форсування Прута у Яссько-Кишинівській стратегічній операції 1944 року батальйону присвоєно почесне найменування «Прутський», а за зразкове виконання завдань командування в ході Сандомирсько-Сілезької і Нижньосілезької стратегічної операцій автобат нагороджено орденом «Червоної зірки».
В зв'язку з недостатньою кількістю автомобільної техніки і збільшенням об'єму перевезень гарнізонів 1 квітня 1982 року тимчасово, строком на п'ять місяців, 777-й окремий автомобільний батальйон з ПрикВО прибув в Кабул. Але замість п'яти місяців батальйон знаходився в складі армії до 1 травня 1983 року.
Після розпаду СРСР у 1992 році увійшов до складу Збройних сил України. З 2016 року — 182-й окремий батальйон матеріального забезпечення